# Jan Kuželka
Jan Kuželka (* 7. ledna 1947 Praha) je český herec. Účinkuje v divadle Broadway. Vystupuje také v televizi, hraje ve filmech s českou i zahraniční produkcí. Je nejobsazovanější český herec malých rolí, odehrál již více než 250 rolí. Objevil se například ve filmu Vrchní, prchni, Copak je to za vojáka… nebo Saxána a Lexikon kouzel. Vidět ho bylo také v seriálech, např. v Arabele. Mezi lety 1992-1995 daboval postavu Waylona Smitherse v seriálu Simpsonovi.